# Atman
L'atman (en sànscrit: आत्मन् ātman o ātma) és un concepte de l'àmbit hindú que fa referència a l'ànima o al principi de vida dels éssers vius. La teologia hindú empra el terme per a expressar l'ànima individual com a individuació de l'únic absolut o braman, de què en resta separada mentre no obté el mokxa (alliberament del cicle de reencarnacions). Tot i així, al llarg del temps i segons les escoles de pensament, aquest concepte ha estat matisat de diverses maneres.